# Charles Vanik
Charles Albert Vanik (7. dubna 1913, Cleveland – 30. srpna 2007, Jupiter) byl americký politik a kongresman Sněmovny reprezentantů Spojených států amerických.

## Biografie
Narodil se českým přistěhovalcům v Clevelandu matce Stelly Kvasnicka a otce řezníka Charlese Alberta Vanika. Jeho babička byla Alžběta Seberová, která se narodila v Hracholuskách.
Vanik vystudoval právo na Case Western Reserve University v Clevelandu. Do politiky vstoupil, když od roku 1938 až 1939 působil v Clevelandské městské radě a od roku 1940 až 1942 byl ohijském státním senátu. Následně se Vanik zapsal do Námořnictva Spojených států amerických a během druhé světové války sloužil v Atlantiku a Pacifiku. Po návratu z války sloužil v letech 1946 až 1954 jako soudce města Cleveland.
V kongresových volbách v roce 1954 byl zvolen do Sněmovny reprezentantů Spojených států amerických jako zástupce 21. okresu Ohio. V roce 1968 změnil okres a kandidoval v okresu 22., aby uvolnil cestu pro černocha Louise Stokese, který ho vyzval v předchozích volbách. Vanik porazil kongresmanku Frances Boltonovou, která byla v úřadu od roku 1939. Tento okres reprezentoval ve Sněmovně reprezentantů Spojených států amerických do roku 1981. V roce 1974 podpořil v Kongresu Jacksonův-Vanikův dodatek (Henry M. Jackson jej podpořil v senátu), který odmítal veškeré obchodní vztahy se zeměmi bez tržní ekonomiky a s omezenou svobodou a demokracií. Dodatek měl umožnit uprchlíkům, především menšinovým a zvláště Židům, opustit východní blok.
Kandidoval v guvernéralních volbách v roce 1982 jako kandidát na viceguvernéra. Avšak spolu s generálním prokurátorem Ohia Williamem J. Brownem, který kandidoval na guvernéra, ale v primární volbách prohrál proti pozdějšímu guvernérovi Dicku Celesteovi. Poté se stáhl do soukromého života. Byl známý tím, že nosil černé motýlky do každého obleku. Roku 1995 mu propůjčil český prezident Václav Havel Řád T. G. Masaryka I. třídy.
Zemřel ve spánku 30. srpna 2007 ve svém domě v Jupiteru na Floridě.